# Honnō-ji
Honnō-ji (本能 寺) o temple Honnō és un temple de culte budisme Nichiren a Kyoto, Japó. Honnō-ji és conegut per l'incident de Honnō-ji, on Oda Nobunaga s'allotjava mentre les seves tropes envaïen l'est del país. El matí del 21 juny del 1582 un dels seus comandants, Akechi Mitushide, va envoltar i incendiar el temple traint a Nobunanga, que va cometre seppuku. Honnō-ji va ser reconstruït posteriorment en un lloc diferent a Kyoto, a prop de l'estació Shiyakusho-mae.